# Olpium pusillulum
Olpium pusillulum är en spindeldjursart som beskrevs av Beier 1959. Olpium pusillulum ingår i släktet Olpium och familjen Olpiidae. Inga underarter finns listade i Catalogue of Life.